# Рамон Абеледо
Рамон Абеледо (ісп. Ramón Abeledo, нар. 29 квітня 1937) — аргентинський футболіст, що грав на позиції нападника. Виступав, зокрема, за клуб «Індепендьєнте» (Авельянеда), а також національну збірну Аргентини.

## Клубна кар'єра
У дорослому футболі дебютував 1955 року виступами за команду «Індепендьєнте» (Авельянеда), в якій провів вісім сезонів, взявши участь у 87 матчах чемпіонату. У складі «Індепендьєнте» був одним з головних бомбардирів команди, маючи середню результативність на рівні 0,34 гола за гру першості і двічі ставав чемпіоном Аргентини в 1960 і 1963 роках.
Завершив ігрову кар'єру 1964 року, у віці 27 років, погравши за уругвайський «Насьйональ» та «Бока Хуніорс», з яким виграв ще один чемпіонат Аргентини, хоча і зіграв лише 2 матчі у тому розіграші.

## Виступи за збірну
1960 року дебютував в офіційних матчах у складі національної збірної Аргентини. Протягом кар'єри у національній команді, яка тривала 3 роки, провів у її формі 7 матчів.
У складі збірної був учасником чемпіонату світу 1962 року у Чилі, але на поле не виходив.

## Досягнення

### Клубні
«Індепендьєнте»
- Чемпіон Аргентини (2): 1960, 1963

«Бока Хуніорс»
- Чемпіон Аргентини (1): 1964

### Збірні
- Переможець Панамериканського чемпіонату: 1960